# Iske-Tasch-Moschee

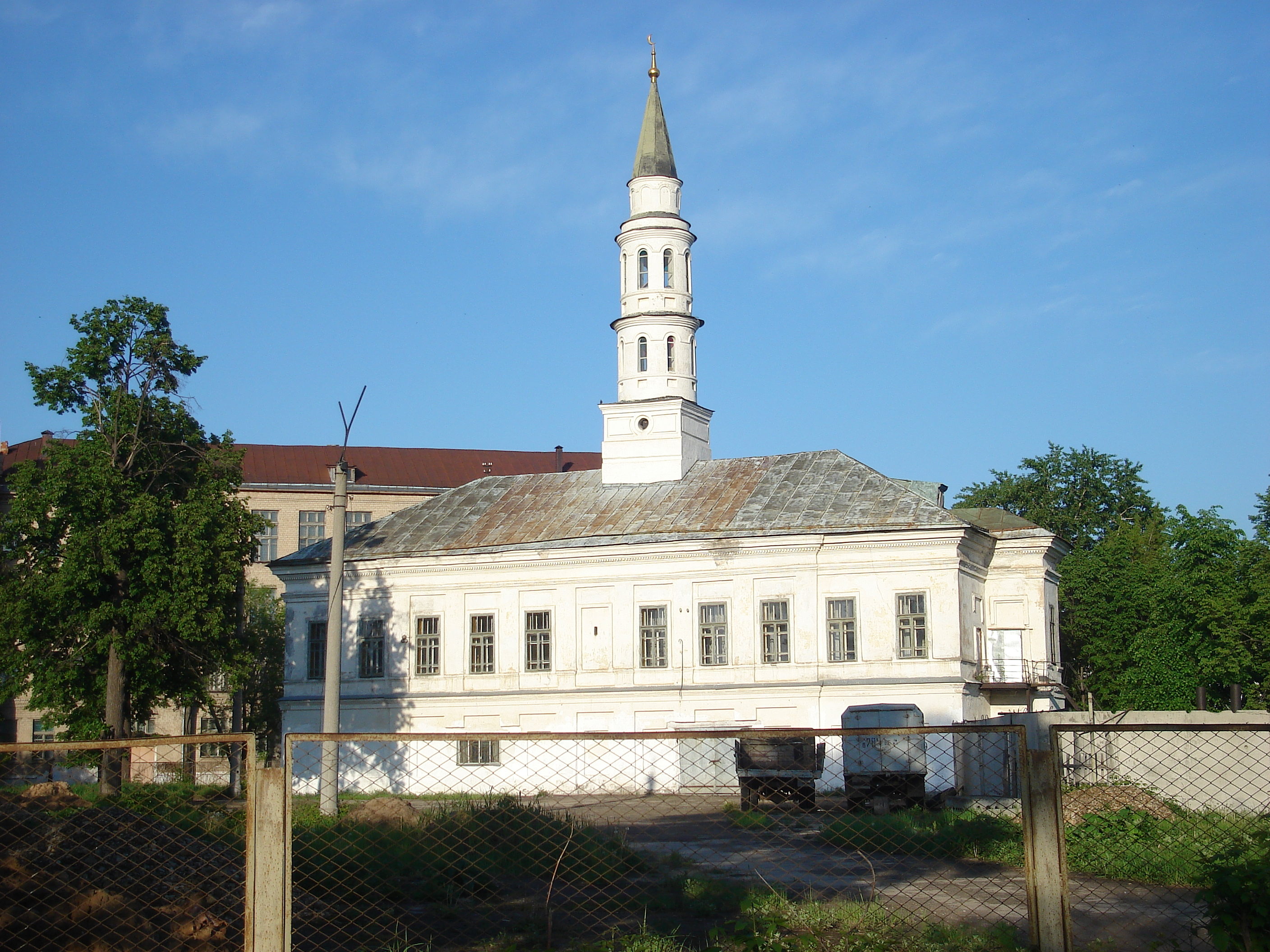
Iske-Tasch-Moschee

Die Iske-Tasch-Moschee (russisch Мечеть Иске-Таш, tatarisch Иске Таш мәчет, İske Taş mäçet), auch Moschee des Alten Steins, Starokamennaja-Moschee (Старокаменная мечеть) oder Neunte Kathedrale (Девятая соборная), befindet sich in der russischen Stadt Kasan, Hauptstadt der Republik Tatarstan.

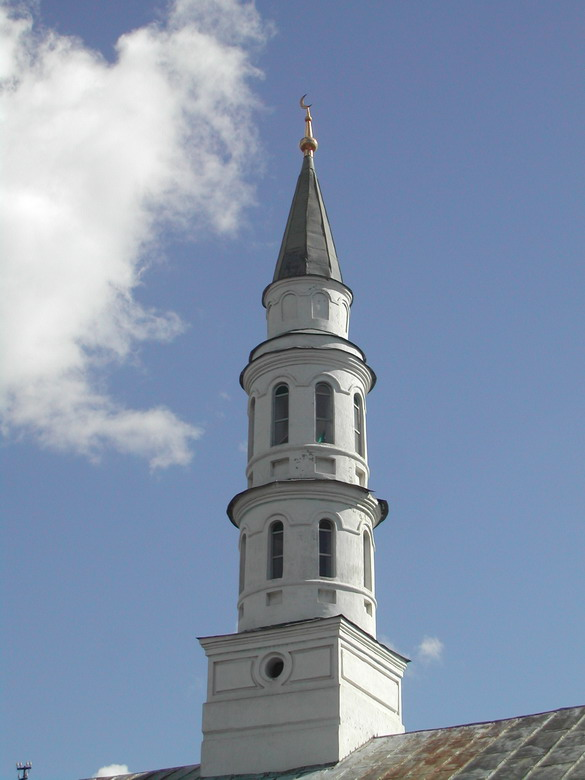
Das Minarett im Detail

## Geschichte
Nach einer alten Legende zufolge soll die Moschee an einem Ort errichtet worden sein, auf dem sich ein Gemeinschaftsgrab von muslimischen Kämpfern, die 1552 Kasan verteidigt haben, befand. Das Grab wurde mit einem „großen alten Stein“ (tatarisch zur iske taş) markiert.
Die Moschee wurde in den Jahren 1801/02 durch Spendengelder des Kaufmanns Gabdulla bin Gabdulsälam bin Ütämisch al-Maskarawi († 1932) errichtet. Die Qibla der Moschee wurde von dem tatarischen Theologen Gabdennasir Kursawi ausgerichtet. Vermutlich zwischen 1830 und 1840 wurde das Gebäude von Alexander Schmidt rekonstruiert und erweitert.
Im 19. Jahrhundert wurde das Gotteshaus von Imamen geleitet, die aus der Amirkhan-Familie stammten; darunter der Historiker Husain Amirkhan der von 1847 bis 1889 Mullah der Moschee war, sowie dessen Sohn, der Pädagoge Muhametzarif Amirkhan, der von 1875 bis 1921 Imam war.
Wie viele anderen Moscheen der Region wurde auch diese Ende der 1930er Jahre nach einer Entscheidung des Zentralen Exekutivkomitees der Republik Tatarstan geschlossen und erst 1994 wieder für die Gläubigen zugänglich gemacht.